# Tournoi de tennis de Prostějov
Le tournoi de Prostějov est un tournoi de tennis professionnel masculin du circuit Challenger qui se déroule sur terre battue à Prostějov depuis 1994. Avec une dotation de 127 000 €, il fait partie des tournois les plus dotés du circuit secondaire de l'ATP. C'est également l'un des tournois les plus relevés de l'année car il se joue habituellement pendant la 2e semaine de Roland-Garros et de nombreux joueurs éliminés précocement viennent donc s'y disputer le titre.

## Palmarès

### Simple messieurs
| Année | Dotation     | Vainqueur           | Finaliste                | Score           | Tableau |
| ----- | ------------ | ------------------- | ------------------------ | --------------- | ------- |
| 1994  | 25 000 $     | Karol Kučera        | Tomáš Anzari             | 6-0, 6-4        |         |
| 1995  | 50 000 $     | Andrea Gaudenzi     | Jiří Novák               | 6-4, 6-3        |         |
| 1996  | 75 000 $     | Andrei Chesnokov    | Francisco Clavet         | 6-3, 6-0        |         |
| 1997  | 125 000 $    | Bohdan Ulihrach     | Fernando Meligeni        | 6-2, 4-6, 6-1   |         |
| 1998  | 125 000 $    | Richard Fromberg    | Andrew Ilie              | 6-2, 6-2        |         |
| 1999  | 125 000 $    | Richard Fromberg    | Juan Carlos Ferrero      | 7-65, 5-7, 6-4  |         |
| 2000  | 100 000 $    | Andreas Vinciguerra | Jérôme Golmard           | Forfait         |         |
| 2001  | 100 000 $    | Bohdan Ulihrach     | Jiří Novák               | 6-4, 65-7, 6-3  |         |
| 2002  | 100 000 $    | Guillermo Coria     | Jiří Novák               | 6-3, 6-3        |         |
| 2003  | 125 000 $ +H | Radek Štěpánek      | Mariano Puerta           | 7-5, 6-3        |         |
| 2004  | 106 250 € +H | Radek Štěpánek      | Michal Tabara            | 7-65, 7-5       |         |
| 2005  | 106 250 € +H | Jarkko Nieminen     | Ivo Minář                | 6-1, 6-3        |         |
| 2006  | 106 250 € +H | Jan Hájek           | Dominik Hrbatý           | 6-3, 5-7, 6-2   |         |
| 2007  | 127 500 € +H | Sergio Roitman      | Florian Mayer            | 7-61, 6-4       |         |
| 2008  | 127 500 € +H | Agustín Calleri     | Martín Vassallo Argüello | 6-0, 6-3        |         |
| 2009  | 127 500 € +H | Jan Hájek           | Steve Darcis             | 6-2, 1-6, 6-4   |         |
| 2010  | 106 500 € +H | Jan Hájek           | Radek Štěpánek           | 6-0, ab.        |         |
| 2011  | 106 500 € +H | Yuri Schukin        | Flavio Cipolla           | 6-4, 4-6, 6-0   |         |
| 2012  | 106 500 € +H | Florian Mayer       | Jan Hájek                | 7-61, 3-6, 7-63 |         |
| 2013  | 106 500 € +H | Radek Štěpánek      | Jiří Veselý              | 6-4, 6-2        |         |
| 2014  | 106 500 € +H | Jiří Veselý         | Norbert Gombos           | 6-2, 6-2        |         |
| 2015  | 106 500 € +H | Jiří Veselý         | Laslo Djere              | 6-4, 6-2        |         |
| 2016  | 106 500 € +H | Mikhail Kukushkin   | Márton Fucsovics         | 6-1, 6-2        |         |
| 2017  | 127 000 € +H | Jiří Veselý         | Federico Delbonis        | 5-7, 6-1, 7-5   |         |
| 2018  | 127 000 € +H | Jaume Munar         | Laslo Djere              | 6-1, 6-3        |         |
| 2019  | 92 040 € +H  | Pablo Andújar       | Attila Balázs            | 6-2, 7-5        |         |
| 2020  | 132 280 €    | Kamil Majchrzak     | Pablo Andújar            | 6-2, 7-65       |         |
| 2021  | 88 520 €     | Federico Coria      | Alex Molčan              | 7-61, 6-3       |         |

### Double messieurs
| Année | Vainqueurs                             | Finalistes                            | Score              | Tableau |
| ----- | -------------------------------------- | ------------------------------------- | ------------------ | ------- |
| 1994  | Jiří Novák Radomír Vašek               | Sjeng Schalken Joost Winnink          | 6-7, 6-3, 6-4      |         |
| 1995  | Andrei Pavel Glenn Wilson              | Jeff Belloli Jack Waite               | 7-5, 6-3           |         |
| 1996  | Mathias Huning Jack Waite              | Fredrik Bergh Patrik Fredriksson      | 6-3, 7-6           |         |
| 1997  | Jiří Novák David Rikl                  | Scott Melville Diego Nargiso          | 6-4, 6-2           |         |
| 1998  | Edwin Kempes Peter Wessels             | Tomáš Cibulec Tomáš Krupa             | 6-4, 7-5           |         |
| 1999  | Dinu Pescariu Eric Taino               | Devin Bowen Eyal Ran                  | 6-3, 6-3           |         |
| 2000  | Alberto Martín Eyal Ran                | Petr Luxa Vincenzo Santopadre         | 6-2, 6-2           |         |
| 2001  | Andrea Gaudenzi Sander Groen           | Devin Bowen Mariano Hood              | 7-66, 6-4          |         |
| 2002  | František Čermák Ota Fukárek           | Mariano Hood Sebastián Prieto         | 6-3, 7-65          |         |
| 2003  | Jaroslav Levinský David Škoch          | Rubén Ramírez Hidalgo Sergio Roitman  | 6-2, 6-2           |         |
| 2004  | Dominik Hrbatý Jaroslav Levinský       | Travis Parrott Tripp Phillips         | 6-4, 6-4           |         |
| 2005  | Lukáš Dlouhý David Škoch               | Jan Hájek Jan Masik                   | 5-7, 6-3, 7-65     |         |
| 2006  | František Čermák Jaroslav Levinský     | Jan Masik Michal Tabara               | 6-3, 6-2           |         |
| 2007  | Ramón Delgado Juan Pablo Guzmán        | Tomáš Cibulec Leoš Friedl             | 7-68, 6-1          |         |
| 2008  | Rik de Voest Łukasz Kubot              | Chris Haggard Nicolas Tourte          | 6-2, 6-2           |         |
| 2009  | Johan Brunström Jean-Julien Rojer      | Pablo Cuevas Dominik Hrbatý           | 6-2, 6-3           |         |
| 2010  | Marcel Granollers David Marrero        | Johan Brunström Jean-Julien Rojer     | 3-6, 6-4, [10-6]   |         |
| 2011  | Sergueï Bubka Adrián Menéndez-Maceiras | David Marrero Rubén Ramírez Hidalgo   | 7-5, 6-2           |         |
| 2012  | Hsieh Cheng-peng Lee Hsin-han          | Colin Ebelthite John Peers            | 7-5, 7-5           |         |
| 2013  | Nicholas Monroe Simon Stadler          | Mateusz Kowalczyk Lukáš Rosol         | 6-4, 6-4           |         |
| 2014  | Andre Begemann Lukáš Rosol             | Peter Polansky Adil Shamasdin         | 6-1, 6-2           |         |
| 2015  | Julian Knowle Philipp Oswald           | Mateusz Kowalczyk Igor Zelenay        | 4-6, 6-3, [11-9]   |         |
| 2016  | Alexander Bury Igor Zelenay            | Julio Peralta Hans Podlipnik-Castillo | 6-4, 6-4           |         |
| 2017  | Guillermo Durán Andrés Molteni         | Roman Jebavý Hans Podlipnik-Castillo  | 7-65, 65-7, [10-6] |         |
| 2018  | Denys Molchanov Igor Zelenay           | Martín Cuevas Pablo Cuevas            | 4-6, 6-3, [10-7]   |         |
| 2019  | Philipp Oswald Filip Polášek           | Jiří Lehečka Jiří Veselý              | 6-4, 7-64          |         |
| 2020  | Zdeněk Kolář Lukáš Rosol               | Sriram Balaji N. Divij Sharan         | 6-2, 2-6, [10-6]   |         |
| 2021  | Aleksandr Nedovyesov Gonçalo Oliveira  | Roman Jebavý Zdeněk Kolář             | 1-6, 7-65, [10-6]  |         |